# Mam czas na relaks
Mam czas na relaks – drugi solowy album studyjny Andrzeja Rybińskiego, wydany w 2000 roku.

## Opis
W albumie znalazł się hit, kiedy Andrzej Rybiński grał w zespole Andrzej i Eliza pt. „Czas relaksu”, który sam artysta zaśpiewał wraz z Ryszardem Rynkowskim i Zbigniewem Wodeckim.

## Lista utworów

### Płyta CD
1. „Sen o życiu” – (02:55)
2. „Dżinsowy plecak” – (03:23)
3. „Czas relaksu” (gościnnie Ryszard Rynkowski i Zbigniew Wodecki) – (03:17)
4. „To był kiepski żart” – (03:44)
5. „Nie wszystko jest do przewidzenia” – (02:58)
6. „Czy pamiętasz, jak to było” – (03:26)
7. „Zima tuż” – (03:04)
8. „Na dnie serca schowaj żal” – (03:06)
9. „Kawa czy herbata” – (02:17)
10. „Nocna kołysanka” – (03:07)
11. „Po sezonie” – (03:30)
12. „Mam czas” – (02:58)[4]

### Kaseta
| Strona A 1. „Sen o życiu” – (02:55) 2. „Dżinsowy plecak” – (03:23) 3. „Czas relaksu” (gościnnie Ryszard Rynkowski i Zbigniew Wodecki) – (03:17) 4. „To był kiepski żart” – (03:44) 5. „Nie wszystko jest do przewidzenia” – (02:58) 6. „Czy pamiętasz, jak to było” – (03:26) | Strona B 1. „Zima tuż” – (03:04) 2. „Na dnie serca schowaj żal” – (03:06) 3. „Kawa czy herbata” – (02:17) 4. „Nocna kołysanka” – (03:07) 5. „Po sezonie” – (03:30) 6. „Mam czas” – (02:58) |